# Чад на Светском првенству у атлетици на отвореном 2015.
Чад је учествовао Светском првенству у атлетици на отвореном 2015.  одржаном у Пекингу од 22. до 30. августа тринаести пут. Репрезентацију Чада  представљао је један атлетичар који се такмичио у трци на 100 метара.,
На овом првенству Чад није освојио ниједну медаљу, нити је постигнут неки рекорд.

## Учесници
Мушкарци
- Mahamat Goubaye Youssouf — 100 м

## Резултати

### Мушкарци
| Атлетичар                | Дисциплина | Лични рекорд | Предтакмичење | Предтакмичење | Квалификације | Квалификације | Полуфинале           | Полуфинале           | Финале               | Финале        | Детаљи |
| Атлетичар                | Дисциплина | Лични рекорд | Резултат      | Место         | Резултат      | Место         | Резултат             | Место                | Резултат             | Место         | Детаљи |
| ------------------------ | ---------- | ------------ | ------------- | ------------- | ------------- | ------------- | -------------------- | -------------------- | -------------------- | ------------- | ------ |
| Mahamat Goubaye Youssouf | 100 м      | 11,36        | 10,92 ЛР      | 5. у гр. 3 кв | 10,92в        | 8. у гр. 6    | Није се квалификовао | Није се квалификовао | Није се квалификовао | 52. / 68 (71) |        |